# سیارک ۲۱۵۰۰
سیارک ۲۱۵۰۰ (به انگلیسی: 21500 Vazquez، نامگذاری:1998KS6) بیست و یک هزار و پانصدمین سیارک کشف شده‌است که در ۲۲ مه ۱۹۹۸ کشف شد.
قدر مطلق سیارک برابر ۹٫۳ است.